# 상봉동 오층석탑
상봉동 오층석탑(上鳳洞 五層石塔)은 충청북도 음성군 대소면, 한독의약박물관에 있는 오층석탑이다. 1980년 10월 23일 서울특별시의 유형문화재 제44호로 지정되었으나, 충청북도 음성군으로 이전함에 따라 1993년 4월 3일 지정이 해제되었다.

## 참고 자료
- 상봉동오층석탑 - 국가유산청 국가유산포털